# بابی کلارک
بابی کلارک (انگلیسی: Bobby Clarke؛ ۱۳ اکتبر ۱۹۴۱ – ۲۰۰۸ (۶۶−۶۷ سال))  بازیکن فوتبال  بود.
از باشگاه‌هایی که در آن بازی کرده‌است می‌توان به باشگاه فوتبال ویتون آلبیون و باشگاه فوتبال لیورپول اشاره کرد.